# سپاه هشتم (ایالات متحده آمریکا)
سپاه هشتم (انگلیسی: VIII Corps) سپاهی از نیروی زمینی ایالات متحده آمریکا بود که در طول یک دوره پنجاه ساله در طول قرن بیستم، در زمان‌های مختلف خدمت کرد. سپاه هشتم از ۲۶ تا ۲۹ نوامبر ۱۹۱۸ در ارتش منظم ایالات متحده آمریکا سازماندهی شد و در ۲۰ آوریل ۱۹۱۹ در مونتینی-سور-اوبه از حالت بسیج خارج شد. سپاه هشتم در جنگ جهانی دوم در سراسر اروپا از نرماندی تا چکسلواکی جنگید. پس از جنگ جهانی دوم، این سپاه چندین بار غیرفعال و دوباره فعال شد و آخرین غیرفعال‌سازی در سال ۱۹۶۸ رخ داد.